# Couvent des Récollets de Conflans-sur-Lanterne
Le couvent des Récollets de Conflans-sur-Lanterne est un couvent situé à Conflans-sur-Lanterne, en France.

## Localisation
Le couvent est situé sur la commune de Conflans-sur-Lanterne, dans le département français de la Haute-Saône.

## Historique
L'édifice est inscrit au titre des monuments historiques en 1987.